# Старое Байсарово
Ста́рое Байса́рово (тат. Иске Байсар) — село в Актанышском районе Республики Татарстан Российской Федерации. Административный центр Старобайсаровского сельского поселения.

## Этимология
Название села могло произойти от антропонима Байсар.

## География
Село находится в Восточном Закамье, в месте впадения реки Сикия в реку Сюнь, в 26 км к юго-западу от районного центра, села Актаныш.

## История
Село основано в XVII веке башкирами-булярцами. Основателем села мог быть башкир Байсар Козяшев (в документах — Байсарко Козяшев). Известно с 1745 года.  
В Российском государственном архиве древних актов (Москва), в фонде Мензелинской воеводской канцелярии хранится дело «О взыскании денег татарином дер. Байсаровой Айткуловым с мастера пригорода Мензелинска Филиппова» от 12 марта 1753 года. Во время проведения III ревизии (1762 г.) были учтены тептяри в количестве 31 души мужского пола, входившие в команду старшины Уразмета Есупова. Согласно материалам IV ревизии (1782 г.), в деревне числились 33 тептяря мужского пола. В последующих ревизиях башкиры также начинают учитываться по численности душ. По данным V ревизии (1795 г.), в Байсарово проживали 330 башкир-припущенников, 78 тептярей, 71 башкир-вотчинник, 6 ясачных татар. Из документов известно, что часть припущенников являлись башкирами Енейской волости. В период кантонной системы управления в Уфимской губернии, село находилось в составе XI башкирского кантона. В 1848 году в селе проживали 629 башкир и 200 тептярей; в 1912 году — 2038 башкир и тептярей. В конце XIX века башкиры-вотчинники из села Байсар основали Новое Байсарово.
«Сведения 1870 года» дают данные об основных видах деятельности: помимо традиционных земледелия и скотоводства, жители села занимались
ещё плетением лаптей, изготовлением 
колес. Действовали 2 мечети, училище. Кроме того, в деревне имелось 16 лавок, по субботам проходил базар, работала водяная мельница. 

## Население
| 1795 | 1859 | 1870 | 1884 | 1897 | 1906 | 1913 | 1920 | 1926 | 1938 | 1949 | 1958 | 1970 | 1979 | 1989 | 2002 | 2008 | 2010 | 2015 |
| ---- | ---- | ---- | ---- | ---- | ---- | ---- | ---- | ---- | ---- | ---- | ---- | ---- | ---- | ---- | ---- | ---- | ---- | ---- |
| 486  | 1165 | 807  | 1712 | 1909 | 2034 | 2038 | 2169 | 1885 | 1198 | 752  | 1073 | 1046 | 947  | 717  | 663  | 676  | 677  | 673  |

Национальный состав
Согласно результатам переписи 2002 года, в национальной структуре населения села татары составляли 98%.